# Paus Stefanus VII (VIII)
Stefanus VII (VIII) (Rome, geboortedatum onbekend - Rome, ca. 15 maart 931) was paus van 928 tot aan zijn overlijden in 931. Hij was de zoon van Theudemond, een Romein.
Hij werd verkozen - waarschijnlijk aangewezen - door Marozia uit de familie Tusculani, die op dat moment de onbetwiste leidster was van Rome. Hij moest een soort interimpaus vormen tot haar eigen zoon Johannes klaar was om paus te worden. Sommige katholieke bronnen beschouwen dit als de donkerste periode van de pauselijke geschiedenis: een periode waarin de adellijke clans in Rome het pausdom in een soort van "tijdelijke" heerlijkheid omvormden. Over Stefanus is zeer weinig bekend behalve dat hij de privileges van aan aantal religieuze huizen in Frankrijk en Italië bevestigde. Hij zou net als veel andere pausen in zijn tijd kunnen zijn vermoord, maar hierover is niets bekend.
De wettigheid van zijn regering wordt betwist daar hij net als zijn voorganger Leo VI werd verkozen terwijl paus Johannes X nog gevangen zat (hij werd in 929 vermoord). Daarmee zouden, als de ontneming van het pausdom van Johannes X als onwettig wordt beschouwd, zowel Leo VI als Stefanus VII onwettige pausen zijn. Beiden regeerden ze echter slechts kort en lieten weinig invloed na op het katholieke beleid.
Cursief: tegenpaus